# Arbeitsgericht Stade

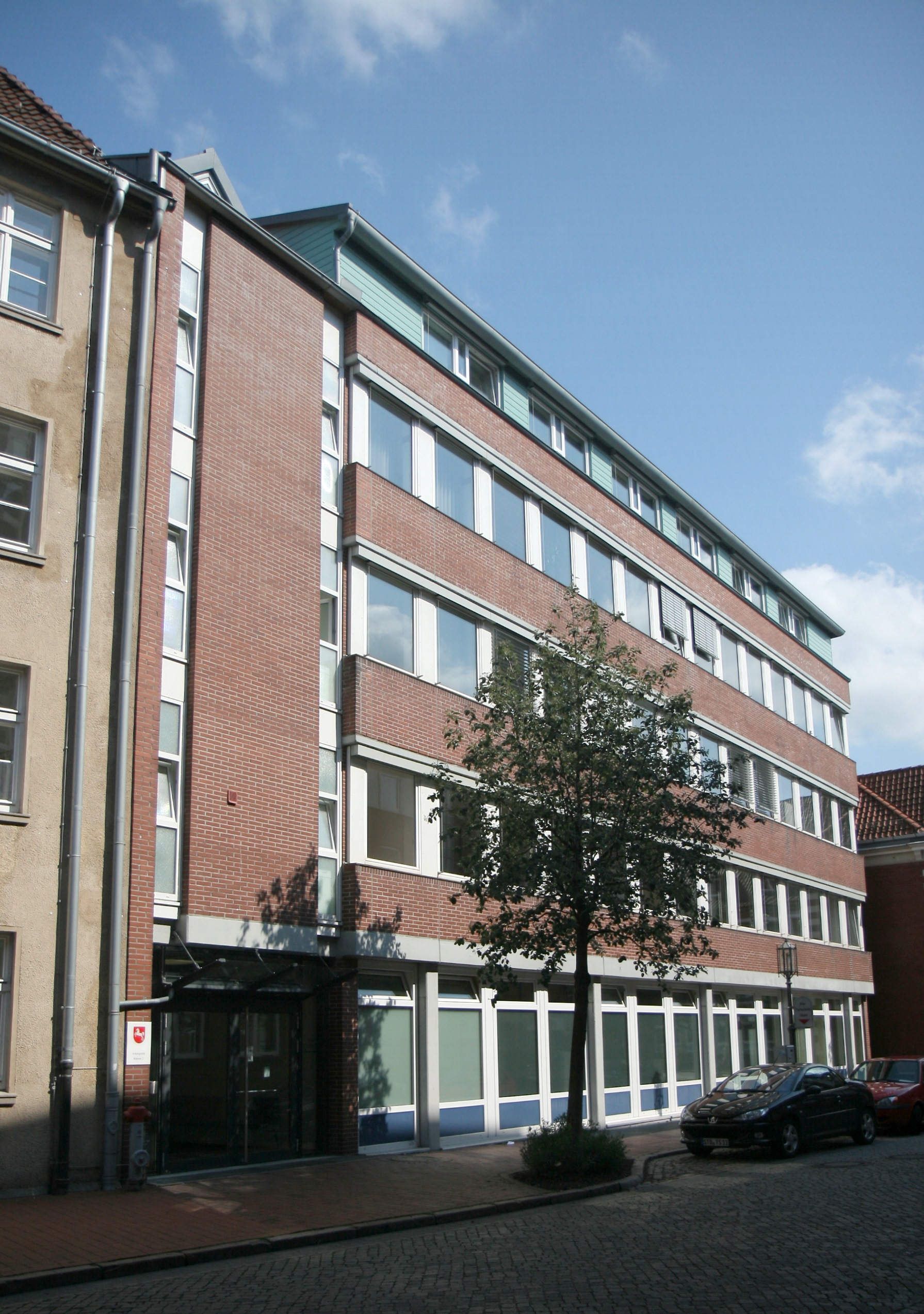
Gerichtsgebäude

Das Arbeitsgericht Stade ist eins von 15 Arbeitsgerichten in Niedersachsen. Es ist zuständig für Arbeitsrechtsstreitigkeiten in den Landkreisen Cuxhaven und Stade.
Jährlich werden etwa 1200 Klagen eingereicht.

## Instanzenzug
Dem Arbeitsgericht Stade ist das Landesarbeitsgericht Niedersachsen mit Sitz in Hannover übergeordnet. Die darauf folgende Instanz ist das Bundesarbeitsgericht in Erfurt.

## Geschichte
Das Arbeitsgericht wurde 1947 in zwei Räumen am Fischmarkt in Stade eingerichtet. Die Sitzungen wurden entweder im Eckgebäude Gartenstraße/Bleichergang oder im Rathaus gehalten. 1949 zog das Arbeitsgericht in den Norddeutschen Hof in der Holzstraße. 1955 folgte ein Umzug in die Bungenstraße. Seit 1967 ist das Arbeitsgericht in einem Neubau in der Ritterstraße am Sand untergebracht.